# 瓜拉廷加
瓜拉廷加是巴西巴伊亚州的一个市镇。总面积2324.317平方公里，总人口23501人，人口密度10.1人/平方公里。